# Myrmica bibikoffi
Myrmica bibikoffi är en myrart som beskrevs av Heinrich Kutter 1963. Myrmica bibikoffi ingår i släktet rödmyror, och familjen myror. IUCN kategoriserar arten globalt som sårbar. Inga underarter finns listade i Catalogue of Life.